# International Federation for Theatre Research
Die International Federation for Theatre Research (IFTR) (bis in die 2000er Jahre auch Fédération Internationale pour la Recherche Théâtrale) ist eine weltweite Fachgesellschaft für Theaterforschung, die 1957 gegründet wurde. Sie dient der internationalen Vernetzung und Unterstützung von Forschenden sowie der Etablierung von theaterwissenschaftlichen Institutionen. Die amtierende Präsidentin der Gesellschaft ist Prof. Bishnupriya Dutt von der Jawaharlal Nehru University. Die IFTR weist heute über 1000 Mitglieder aus mehr als 63 Ländern auf.

## Geschichte
Die Idee, eine internationale Fachgesellschaft für Theaterforschung zu gründen, entstand 1955 auf der ersten Internationalen Konferenz zur Theatergeschichte der britischen Fachgesellschaft Society for Theatre Research (STR), die vom 17. bis 23. Juli 1955 in London stattfand. Daran nahmen Delegierte aus 21 Ländern teil (außerhalb Westeuropas unter anderem aus Japan, Russland, Polen, Tschechoslowakei und, als Beobachter, Jugoslawien). Im Anschluss an die Konferenz wurde ein Exekutivkomitee gegründet, welches in den folgenden zwei Jahren in internationaler Zusammenarbeit auf die Gründung der IFTR hinarbeitete, die im Juli 1957 in Kombination mit der ersten Weltkonferenz der IFTR in der Fondazione Giorgio Cini in Venedig (21. bis 28. Juli 1957, Organisator: Centro di Ricerche Teatrali Roma) erfolgen sollte. Daran nahmen Delegierte aus siebzehn Ländern teil.
Das provisorische Exekutivkomitee setzte sich u. a. aus dem Präsidenten Ifan Kyrle Fletcher (Society for Theatre Research, Großbritannien), dem Generalsekretär Giorgio Brunacci (Centro di Ricerche Teatral, Italien), Rose-Marie Moudouès (Société d’Histoire du Théâtre, Frankreich), dem Schatzmeister Edmund Stadler (Schweizerische Theatersammlung, Schweizerische Gesellschaft für Theaterkultur, Schweiz) und André Veinstein (Société Internationale des Bibliothèques et des Musées des Arts du Spectacle, Frankreich) zusammen.

## Exekutivkomitee
Die amtierende Präsidentin der Gesellschaft ist Prof. Bishnupriya Dutt von der Jawaharlal Nehru University. Die amtierenden Vicepräsidentinnen sind Prof. Milena Grass Kleiner von der Universidad Católica de Chile und Prof. Maria Delgado von der Royal Central School of Speech and Drama. Amtierender Generalsekretär für Kommunikation ist Assoc. Prof. Marcus Tan von der Nanyang Technological University, amtierende Generalsekretärin für Administration ist Prof. Meike Wagner von der LMU München und amtierender Schatzmeister ist Dr. Tim White von der University of Warwick.

### Ehemalige Präsidentinnen und Präsidenten
- Elaine Aston, Lancaster (2019)
- Jean Graham-Jones, New York (2015)
- Christopher Balme, München (2011)
- Brian Singleton, Dublin (2007)
- Janelle Reinelt, Irvine, California (2003)
- Josette Féral, Montréal (1999)
- Erika Fischer-Lichte, Mainz/Berlin (1995)
- Willmar Sauter, Stockholm (1991)
- Wolfgang Greisenegger, Wien (1987)
- William Green, New York (1983)
- Rolf Rohmer, Leipzig (1979)
- James A. Arnott, Glasgow (1975)
- Kalan Filip Kumbatovic, Ljubliana (1971)
- František Černý, Praha (1967)
- Frithjof W.S. van Thienen, Amsterdam (1963)
- Alois Maria Nagler, New Haven (1959)
- Ifan Kyrle Fletcher, London (1955)

## Konferenzen und Kongresse
Auf der IFTR-Website werden vergangene Konferenzen und Kongresse aufgelistet, wobei sich die Bezeichnungen unterscheiden. Die IFTR-Jahreskonferenz 2025 findet von 9. bis 13. Juni in Köln, Deutschland unter dem Thema Performing Carnival: Ekxtasis - Subversion - Metamorphosis statt.

### Arbeitsgruppen
Die International Federation for Theatre Research versammelt derzeit mehr als 25 Arbeitsgruppen unter sich. Diese dienen der Vernetzung unter Forschenden sowie dem gezielten und kontinuierlichen fachlichen Austausch. Jedes IFTR-Mitglied kann die Gründung einer Gruppe beim Exekutivkomitee beantragen. Gründung, Bestehen und etwaige Beendigung einer Arbeitsgruppe entscheiden sich durch das Engagement ihrer Mitglieder und disziplinäre Trends. Die Arbeitsgruppen treffen sich bei der jährlichen Konferenz der IFTR, jede Gruppe veröffentlicht hierzu einen eigenen Call for papers.

### New Scholar’s Forum
Das New Scholar’s Forum findet im Rahmen der jährlichen Konferenz der IFTR statt. Es bietet neuen Forschenden eine Möglichkeit, ihre Forschung in einem wohlwollenden Rahmen zu präsentieren und sich in der Diskussion mit anderen Forschenden zu üben. Als New Scholar’s gelten Doktoratsstudierende, Postdocs, deren Promotion weniger als drei Jahre zurückliegt oder andere Forschende, die ihre Anstellung weniger als drei Jahre innehaben. Die Sitzungen des New Scholar’s Forum unterliegen der Leitung von erfahrenen Forschenden und werden ausserhalb der ordentlichen Konferenz-Foren (Panels) durchgeführt, damit möglichst viele Personen daran teilnehmen können.

## Theatre Research International (TRI)
Theatre Research International (TRI, ursprünglicher Name: Theatre Research / Recherches Théâtrales) ist die Fachzeitschrift der International Federation for Theatre Research. Die Zeitschrift erscheint seit 1959 dreimal jährlich. In TRI werden Artikel über theaterwissenschaftlich relevante Themen und Kontexte sowie Buchrezensionen veröffentlicht. Die Artikel, die in TRI veröffentlicht werden, durchlaufen zuvor ein doppeltes Peer-Review Verfahren, bei dem die Identitäten der Schreibenden und Prüfenden verborgen bleiben. Seit 1975 wird die Zeitschrift von Cambridge University Press herausgegeben. Der Verlag bietet den Schreibenden als hybrides Journal verschiedene Möglichkeit an, Open Access zu publizieren (u. a. Goldener Weg des Open Access Publizieren unter einer Creative Commons licence). Laut IFTR-Website trug die Zeitschrift massgeblich zur Etablierung der Theaterwissenschaft als anerkannter Universitätsdisziplin bei.